# Typha domingensis
Espèce
Classification APG III (2009)
Typha domingensis est une espèce de plante vivace monocotylédone du genre Typha et de la famille des Typhaceae. Elle croît dans les zones tempérées de l'hémisphère nord. Elle fleurit au printemps et donne des fruits au milieu de l'automne.

## Description
Typha domingensis est une plante aquatique, herbacée, rhizomateuse et vivace qui peut atteindre 2,5 mètres de hauteur.

## Taxonomie
Synonymes:
- Typha angustata Bory & Chaubard
- Typha angustifolia L. var. domingensis Pers.
- Typha tenuifolia Kunth[1]

## Habitat
Typha domingensis croît au bord des cours d'eau à débit lent, des marais, des lagunes, des lacs et des étangs d'eau douce, ainsi que des canaux, et dans l'écosystème des mangroves, jusqu'à mille mètres d'altitude et parfois au-delà.
Elle peut se comporter comme une plante invasive et adventice. C'est notamment le cas dans la vallée du fleuve Sénégal où on essaye de s'en débarrasser en en faisant du charbon. C'est le cas également en Nouvelle-Calédonie : le Code de l'environnement de la Province Sud interdit l’introduction dans la nature de cette espèce ainsi que sa production, son transport, son utilisation, son colportage, sa cession, sa mise en vente, sa vente ou son achat.

## Liens externes

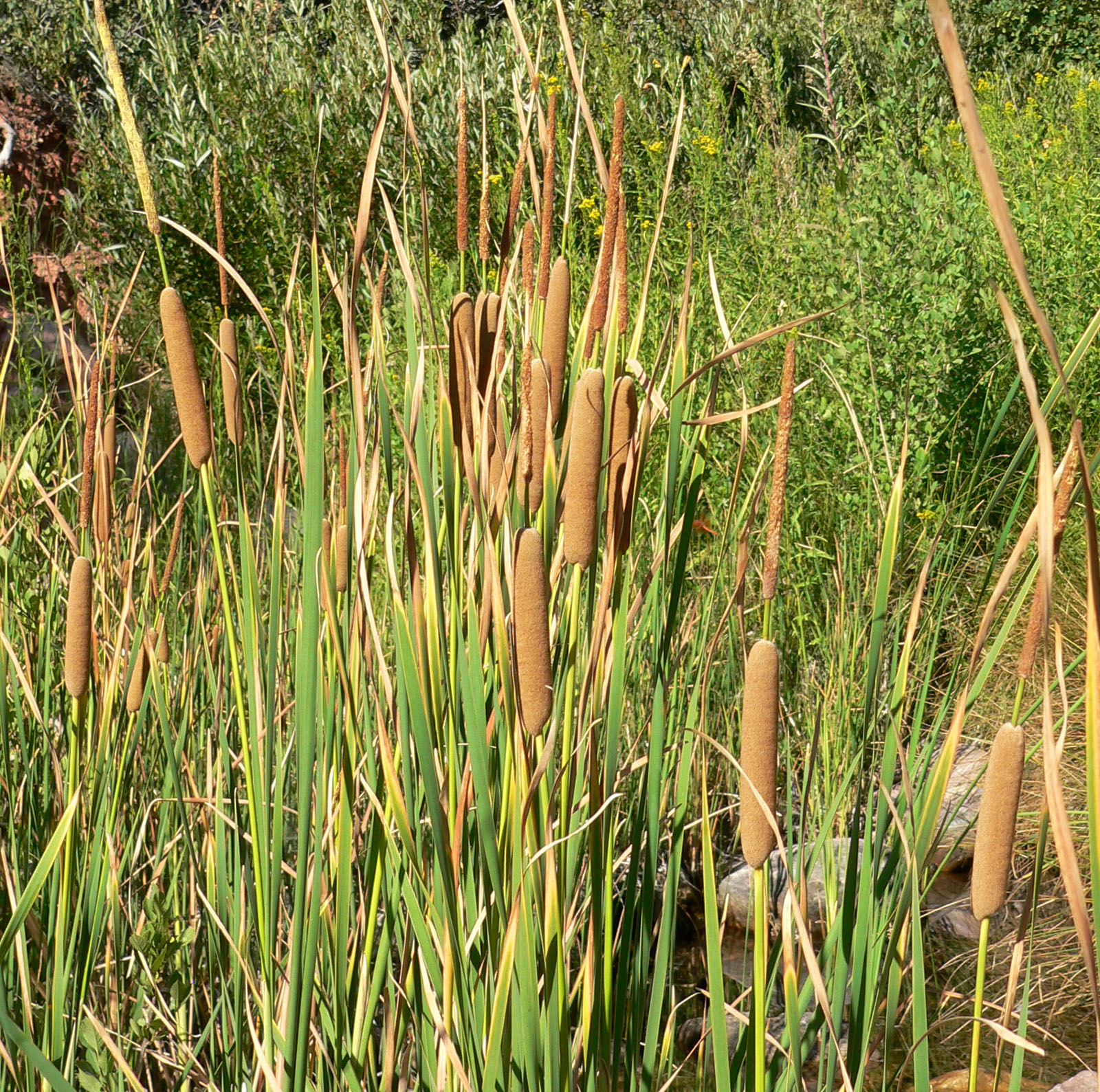
Typha domingensis dans le Nevada